# Иванов, Александр Иванович (1923—1945)
Алекса́ндр Ива́нович Ивано́в (1923—1945) — Герой Советского Союза, комсомольский организатор стрелкового батальона 811-го стрелкового полка (229-я стрелковая дивизия, 21-я армия, 1-й Украинский фронт), младший лейтенант.

## Биография
Родился в 1923 году в деревне Паршино (ныне — Торопецкого района Тверской области) в семье крестьянина. Русский. В 1937 году окончил семилетку, стал заведовать библиотекой Куньинского сельсовета. Затем работал в колхозе «Россия» счетоводом.
С началом Великой Отечественной войны в армию не призвали по возрасту, остался на оккупированной территории. Жил в деревне Пестряково. Связался с партизанами, хорошо зная местность, молодой разведчик приносил ценные сведения о расположении фашистских войск.
В марте 1942 года был призван в Красную Армию. Окончив краткосрочные курсы артиллеристов, уже в июне того же года был на фронте. Командир орудия, сержант Иванов получил боевое крещение в районе города Холм и заслужил первую награду — медаль «За отвагу».
Через год окончил курсы младших лейтенантов и прибыл в 811-й стрелковый полк на должность командира взвода. В 1944 году был принят в ВКП(б). За несколько месяцев боев молодой командир взвода получил 19 благодарностей командования. Много раз возглавлял разведывательные рейды в тыл противника, добывая командованию ценные сведения, помогавшие наносить по врагу ощутимые удары. Лично участвовал в захвате 13 «языков».
Вскоре был назначен комсоргом стрелкового батальона. Он не засиживался в штабе, днями и неделями жил в ротах, рассказывал молодым о прошедших боях, о своих вылазках в тыл врага, показывал боевые приемы и навыки, проводил комсомольские собрания. В боях личным примером бесстрашия увлекал бойцов на штурм вражеских позиций.
3 февраля 1945 года в бою за населённый пункт Шургаст (ныне Skorogoszcz, 20 км северо-западнее города Ополе, Польша) погиб командир батальона, и комсорг Иванов принял командование на себя. Продвижение батальона приостановилось из-за сильного пулемётного огня, который велся из сохранившегося дзота. Все попытки подавить огневую точку успеха не имели. Младший лейтенант Иванов незаметно подкрался к немецкому дзоту, бросил несколько гранат. На какой-то миг наступила тишина. Потом вражеский пулемет снова заработал. Тогда комсорг своим телом закрыл амбразуру пулемётного дзота. Воины поднялись в атаку, и поставленная перед подразделением задача была полностью выполнена.
Похоронен в районе города Левин-Бжеский (Польша).

## Награды
Указом Президиума Верховного Совета СССР от 10 апреля 1945 года за образцовое выполнение боевых заданий командования на фронте борьбы с немецко-фашистским захватчиками и проявленные при этом мужество и героизм младшему лейтенанту Иванову Александру Ивановичу посмертно присвоено звание Героя Советского Союза.
Награждён орденами Ленина, Отечественной войны 2-й степени, медалью «За отвагу».

## Память
На здании правления колхоза «Россия» Торопецкого района установлена мемориальная доска.